# Elecciones presidenciales de Chipre de 1983
Las elecciones presidenciales se llevaron a cabo en Chipre el 13 de febrero de 1983. Fueron las primeras elecciones presidenciales desde 1968, ya que desde hacía quince años ningún candidato además del presidente incumbente presentaba su candidatura. El resultado, sin embargo, fue una victoria para Spyros Kyprianou, que obtuvo su reelección con el 56.5% de los votos, evitando una segunda vuelta gracias a que recibió el apoyo tanto de su partido, DIKO, como del partido comunista AKEL.
La participación electoral fue del 95.0%.

## Resultados
| Candidato                          | Partido                                                   | Votos   | %    |
| ---------------------------------- | --------------------------------------------------------- | ------- | ---- |
| Spyros Kyprianou                   | Partido Democrático-Partido Progresista del Pueblo Obrero | 173.791 | 56.5 |
| Glafcos Clerides                   | Agrupación Democrática                                    | 104.294 | 33.9 |
| Vassos Lyssaridis                  | Movimiento por la Socialdemocracia                        | 29.307  | 9.5  |
| Votos en blanco/anulados           | Votos en blanco/anulados                                  | 3.511   | –    |
| Total                              | Total                                                     | 310,903 | 100  |
| Votantes registrados/participación | Votantes registrados/participación                        | 327.184 | 95.0 |
| Fuente: Nohlen & Stöver            |                                                           |         |      |